# Turdoides longirostris
El turdoide picofino (Turdoides longirostris) es una especie de ave paseriforme de la familia Leiothrichidae endémica del noreste del subcontinente indio.

## Distribución y hábitat
Se encuentra únicamente en los herbazales fluviales de planicies al pie del Himalaya oriental y montañas aledañas, distribuido por el noreste de la India, Nepal y Bangladés.